# Fiorenzo Angelini
Fiorenzo Angelini (Roma, 1 d'agost de 1916 − ibidem, 22 de novembre de 2014) fou un cardenal catòlic italià. Va ser President emèrit del Consell Pontifici per a la Cura Pastoral dels Treballadors dels Serveis de Sanitat a la Cúria Pontifícia, i elevat al Col·legi Cardenalici el 1991. En morir el cardenal Ersilio Tonini el 28 de juliol de 2013, el cardenal Angelini esdevingué el cardenal més vell del Col·legi, fins que al consistori del 22 de febrer de 2014 el Papa Francesc nomenà l'arquebisbe Loris Francesco Capovilla, de 98 anys, com a cardenal.

## Biografia
Nascut a Roma, Angelini estudià al Pontifici Seminari Romà, a la Pontifícia Universitat Lateranense i a la Facultat Pontifícia Teològica Mariana abans de ser ordenat prevere el 3 de febrer de 1940. Va realitzar tasca pastoral a Roma fins al 1956, i serví com a capellà a l'Acció Catòlica entre 1945 i 1959. Angelini serví com a Mestre de Cerimònies Pontifícies entre 1947 a 1954, i durant alguns mesos va ser delegat pels hospitals romans.
El 27 de juny de 1956 va ser nomenat bisbe titular de Messene per Pius XII. Angelini rebé la seva consagracio episcopal el 29 de juliol de mans del cardenal Giuseppe Pizzardo, amb l'arquebisbe Luigi Traglia i el bisbe Ismaele Castellano servint com a co-consagradors. Fundà, el 1959, l'Associació Italiana de Metges Catòlics, i assistí al Concili Vaticà II (1962-1965). El 6 de gener de 1977 el Papa Pau VI el nomenà bisbe auxiliar de Roma. El Papa Joan Pau II el promogué al rang d'arquebisbe i el nomenà primer president del nou Consell Pontifici per a la Cura Pastoral dels Treballadors dels Serveis de Sanitat el 16 de febrer de 1985. Va ser creat cardenal diaca de Santo Spirito in Sassia per Joan Pau II al consistori del 28 de juny de 1991.
Degut a la responsabilitat per la salut a la Santa Seu, que el feia el cap de 3.000 institucions només a Itàlia, Angelini (que rebé el sobrenom de Sua Sanità) va estar involucrat a l'escandol Tangentopoli a inicis dels 90. Les acusacions contra ell incloïen l'acceptació 
forçada de la seva pròpia gent per a encàrrecs públics, així com extorsió d'una empresa farmacèutica. Angelini no va ser jutjat, gràcies als privilegis extraterritorials que gaudeix el Vaticà pels Pactes del Laterà. Angelini era proper a Giulio Andreotti, un polític de la Democràcia Cristiana que va ser Primer Ministre d'Itàlia en diverses ocasions, i que el seu entorn va caure del poder durant el mateix període per escàndols semblants (el mateix Andreotti va ser jutjat per associació amb la mafia). Angelini celebrà el casament de la filla de Paolo Cirino Pomicino, un altre polític de la Democràcia Cristiana involucrat en diversos escàndols; al matrimoni assistiren, entre d'altres, Andreotti, Gianni De Michelis (també jutjat per l'escàndol Tangetopoli) i el ministre Francesco De Lorenzo, condemnat a 5 anys de presó per suborns en el sector de gestió de Salut Pública d'Itàlia.
Es retirà com a President del Consell Pontifici per a la Cura Pastoral dels Treballadors dels Serveis de Sanitat el 31 de desembre de 1996, i el 26 de febrer de 2002 exercí el dret d'esdevenir cardenal prevere després de deu anys com a cardenal diaca. Angelini va ser reclamat per l'obertura de la causa de beatificació del genetista francès Jérôme Lejeune. Angelini va perdre el dret a votar als conclaves en acomplir els 80 anys, l'1 d'agost de 1996.
El 1997 Angelini formà l'Institut Internacional per la Recerca sobre la Faç de Crist a Roma en associació amb les Germanes de la Reparació de la Santa Faç.
El 28 de juliol de 2013, en morir el cardenal Ersilio Tonini, esdevingué el cardenal més ancià, però el cardenal Loris Francesco Capovilla, elevat al Col·legi Cardenalici el 22 de febrer de 2014, és més vell.

## Angelini i el Papa Pius XII
Angelini és de sempre un admirador del Papa Pius XII. El 1959, Angelini publicà el pronunciament mèdic teològic del Papa, l'única compilació sistemàtica dels discursos i posicions sobre medecina de Pius XII, a Pio XII Discorsi Ai Medici, i inicià el procés per a la seva canonització. Angelini va ser nomenat bisbe el 1956, però no se li imposà el galero fins al 1991. En un sermó el 1992 pronunciat a la basílica de Sant Pere en l'aniversari de la mort del pontífex, Angelini afirmà que la seva carrera havia patit a causa de les seves simpaties vers Pius XII.